# Chris Weinke
Christopher Jon Weinke (Saint Paul, 31 luglio 1972) è un ex giocatore di football americano statunitense che ha giocato nel ruolo di quarterback nella National Football League (NFL). Fu scelto nel corso del quarto giro (106º assoluto) del Draft NFL 2001 dai Carolina Panthers. Al college giocò a football all'Università statale della Florida dopo una carriera nelle minor league di baseball, guidandoli in una stagione da imbattuti alla vittoria del campionato NCAA e vincendo l'Heisman Trophy nel 2000 all'età di 28 anni, il più vecchio vincitore della storia.

## Carriera da giocatore

### Carolina Panthers
Weinke fu scelto dai Carolina Panthers nel quarto giro del draft 2001. Nella sua stagione da rookie fu il titolare della franchigia, portandola solo a un misero record di 1-15. I suoi 36 passaggi tentati a partita furono il massimo per un rookie all'epoca, mentre i suoi sei touchdown su corsa sono ancora il terzo risultato sempre per un quarterback debuttante, dietro Vince Young (7) e Cam Newton (14). Dopo quella stagione, Weinke fu spostato nel ruolo di riserva. Scese in campo sporadicamente dal 2002 fino al 16 ottobre 2005, quando il titolare Jake Delhomme si infortunò contro i Detroit Lions. Weinke lo sostituì e lanciò un passaggio da touchdown per il wide receiver Ricky Proehl, portando i Panthers alla vittoria per 21–20 sui Lions.
Chris firmò nuovamente coi Panthers prima della stagione 2006, dove continuò ad essere la riserva di Delhomme. Il 10 dicembre 2006, in una gara contro i New York Giants, Weinke scese in campo per la prima volta come titolare dal 2001 al posto dell'infortunato Delhomme. Carolina fu sconfitta ma Weinke lanciò per ben 423 yard, superando il primato di franchigia di 373 appartenente a Steve Beuerlein. Weinke disputò le successiva due gare come titolare contro Pittsburgh Steelers e Atlanta Falcons, nella seconda delle quali ottenne la sua seconda (e ultima) vittoria come titolare nella NFL.

### San Francisco 49ers
I San Francisco 49ers firmarono Weinke il 12 dicembre 2007 dopo gli infortuni dei quarterback Alex Smith e Trent Dilfer. Partì come titolare nell'ultima gara della stagione 2007, una sconfitta 20-7 contro i Cleveland Browns. Weinke non fu confermato dai Niners per la stagione 2008.

## Palmarès

### Franchigia
- National Football Conference Championship: 1

Carolina Panthers: 2003

### Individuale
- PFWA All-Rookie Team - 2001
- Heisman Trophy - 2000
- Davey O'Brien Award - 2000
- Numero 16 ritirato dai Florida State Seminoles

## Statistiche
| Yard passate  | 3.904 |
| Touchdown     | 15    |
| Intercetti    | 26    |
| Passer rating | 62,2  |